# AP コンピューターサイエンス
AP コンピューターサイエンス（アドバンスト・プレイスメント（Advanced Placement、AP）コンピューターサイエンス（AP Comp Sciと略される）は、コンピュータサイエンスの分野を網羅する一連のアドバンスト・プレイスメントのコースと試験である。
大学レベルの科目の単位を取得する機会として、カレッジボードが高校生に提供している。

## AP　コンピューターサイエンスA
APコンピュータサイエンスAはコンピュータープログラミングの学習を目的としたコースで、この授業ではコンピュータにおける問題解決とアルゴリズム開発を中心としたプログラミング手法と、データ構造と抽象化の概要について学ぶ。APコンピュータサイエンスAの試験ではJavaの知識が問われる。マイクロソフト社が後援するプログラムテクノロジー・エデュケーション・アンド・リテラシー・イン・スクール（TEALS）は、APコンピュータ・サイエンスAの授業を受ける生徒の数を増やすことを目的としている。

## APコンピュータサイエンスAB（終了）
APコンピュータサイエンスABでは、APコンピュータサイエンスAのすべての項目に加え、アルゴリズム、データ構造、データの抽象化について、より形式的でより深く学ぶ内容となっていたが、受験者数が少なかったため2009 年 5 月の試験を最後に廃止となった。

## APコンピュータサイエンス原理
AP コンピュータサイエンス原理は、「計算能力がどのように世界を動かしているか」に焦点をあてたコンピュータサイエンスの入門コースである。APコンピュータサイエンスを補完するものとして設計されており、計算機的思考と流暢さに重点を置いている。

## その他
- コンピュータサイエンス
- コンピュータサイエンス用語集
- スコープ（コンピュータサイエンス）
- コンピュータグラフィックス（コンピュータサイエンス）